# Estadio Manuel Martínez Valero
Estadio Manuel Martínez Valero – stadion piłkarski w hiszpańskim Elche, otwarty 8 września 1976 z myślą o mistrzostwach świata 1982. Od 1976 r. domowy obiekt Elche CF. W lutym 2014 r. po zakończeniu przebudowy pojemność jego trybun została minimalnie zmniejszona i od tego czasu wynosi ona 31 388 miejsc. W latach 1986–2018 na tym stadionie 6 oficjalnych spotkań międzypaństwowych rozegrała seniorska reprezentacja Hiszpanii. 28 czerwca 2003 odbył się na nim mecz finałowy Pucharu Króla sezonu 2002/2003, pomiędzy Recreativo Huelva i RCD Mallorca (0:3).

## Mistrzostwa Świata 1982
Podczas mistrzostwa świata 1982 trybuny obiektu mogły pomieścić 53 290 widzów, a rozegrano na nim trzy spotkania I fazy grupowej (grupy C):
| 15 czerwca 1982 21:15 UTC+2 | Węgry · Nyilasi 4' 83' · Pölöskei 11' · Fazekas 23' 54' · Tóth 50' · Kiss 69' 72' 76' · Szentes 72' | 10:1(3:0)Szczegóły | Salwador · Ramírez 64' | Nuevo Estadio, Elche Widzów: 23 tys. Sędzia: Ibrahim Youssef Al-Doy (Bahrain) |
|                             | |                    |                        |                                                                               |

| 19 czerwca 1982 21:15 UTC+2 | Belgia · Coeck 19' | 1:0(1:0)Szczegóły | Salwador | Nuevo Estadio, Elche Widzów: 15 tys. Sędzia: Malcolm Moffatt (Irlandia Północna) |
|                             |                    |                   |          |                                                                                  |

| 22 czerwca 1982 21:15 UTC+2 | Belgia · Czerniatynski 76' | 1:1(0:1)Szczegóły | Węgry · Varga 27' | Nuevo Estadio, Elche Widzów: 37 tys. Sędzia: Clive White (Anglia) |
|                             |                            |                   |                   |                                                                   |